# Ignác Weirich
Ignác Weirich, křtěný Ignác František (21. července 1856 Fukov – 1. prosince 1916 Vídeň), byl český sochař a řezbář.

## Život
Narodil se ve Fukově v rodině chudého tkalce Ignáce Weinricha. Již na obecné škole projevil mimořádné nadání v kreslení a na radu učitele byl otcem poslán na kreslířskou školu do saského Taubenheimu. Záhy byl nucen školu z finančních důvodů opustit, pracoval coby tkadlec a vypomáhat rodině se živobytím. Až kolem roku 1873 nastoupil do učení k uměleckému truhláři Hagenbartovi v Bohosudově. Po čtyřech letech toto učení opustil a nastoupil k řezbáři Mosesovi do Drážďan, kde pracoval až do roku 1879. Zde se poprvé dostal do okruhu umění, našetřil trochu peněz a pokračoval ve studiu na vídeňské umělecko-průmyslové škole.
Během studia získal Weinrich díky svému nespornému talentu osvobození od placení školného, což mu umožnilo pokračovat na škole i v dalším studiu. Po čtyřech letech školu absolvoval a roku 1886 pokračoval dál ve studiu na vídeňské malířské akademii u prof. Edmunda Hellmera. I zde si počíná skvěle a již v prvním roce školení u tohoto profesora získal tzv. „Fügerův pamětní peníz“ za kompozici a prospěchové stipendium, které mu umožnilo dokončit studium i zde. Následně získal "Lichtensteinské stipendium", které mu umožnilo čtyřleté studium na mistrovské škole, kterou vedl Kašpar Zambusch. I zde, mimo jiné získal v roce 1894 velkou „římskou prémii“, jež mu umožnila dvouletý bezplatný pobyt v Římě.
V Římě měl svůj ateliér ve věži paláce "Palazzo Venezia" a během svého pobytu nalezl velkou příznivkyni svého umění v choti tehdejšího rakouského velvyslance u Sv. Stolce hraběte de Revertera. Tvořil v duchu italského klasicistního sochaře Antonia Canovi a výsledkem jeho dvouletého studijního pobytu byla velká plastika "Smrt Abelova". Po dvouletém studijním pobytu ve „Věčném městě“ se rozhodl zde zůstat i nadále a vytvořil zde i několik stěžejních děl, jako např. "Consumantum est", velká "Pieta", "Symbol lidstva", "Večer života", "Božské Srdce Páně", "Hošík" a četná jiná díla. Zde se také setkal i s markrabětem A. Pallavicinim, který si u něho objednal různá díla pro svůj zámek v Jemnici na Moravě. V roce 1900 se oženil s Johanou Schindlerovou původem z Berlína, jejíž děd se hlásil k náboženství českomoravských bratří. Roku 1906 se jim narodil syn Karel.
Po vypuknutí první světové války v roce 1914 odjel do Vídně, ale rakouské úřady mu na podzim téhož roku odepřeli návrat do Říma, kde zanechal celé své dílo. Ve Vídni však nemohl zůstat a byl deportován do Althartu (Staré Hobzí) u Jemnice, kde byli internováni rakouští Italové. Zde mohl pracovat a dokončil tam čtyři svá díla pro zámek Alexandra Pallaviciniho. V roce 1916 se vrátil do Vídně, kde však prodělal těžkou břišní operaci, na jejíž následky 1. prosince 1916 zemřel.
Většina jeho prací, které se nacházela v Udine, za okupace vojsk centrálních mocností nenávratně zmizela a zbytek jeho děl se nalézá v Římě, vatikánských sbírkách, římských kněžských seminářích a na zámku v Jemnici.

## Významná díla (výběr)
- Smrt Abelova
- Consumantum est
- Pieta
- Symbol lidstva
- Večer života
- Božské Srdce Páně
- Hošík
- Sv. Karel
- Studie biskupa[2]
- Čtyři evangelisté
- Symbol lidstva
- Narození Páně
- Madona s dítětem
- Sv. Antonín
- Samaritánská žena

a další

## Galerie

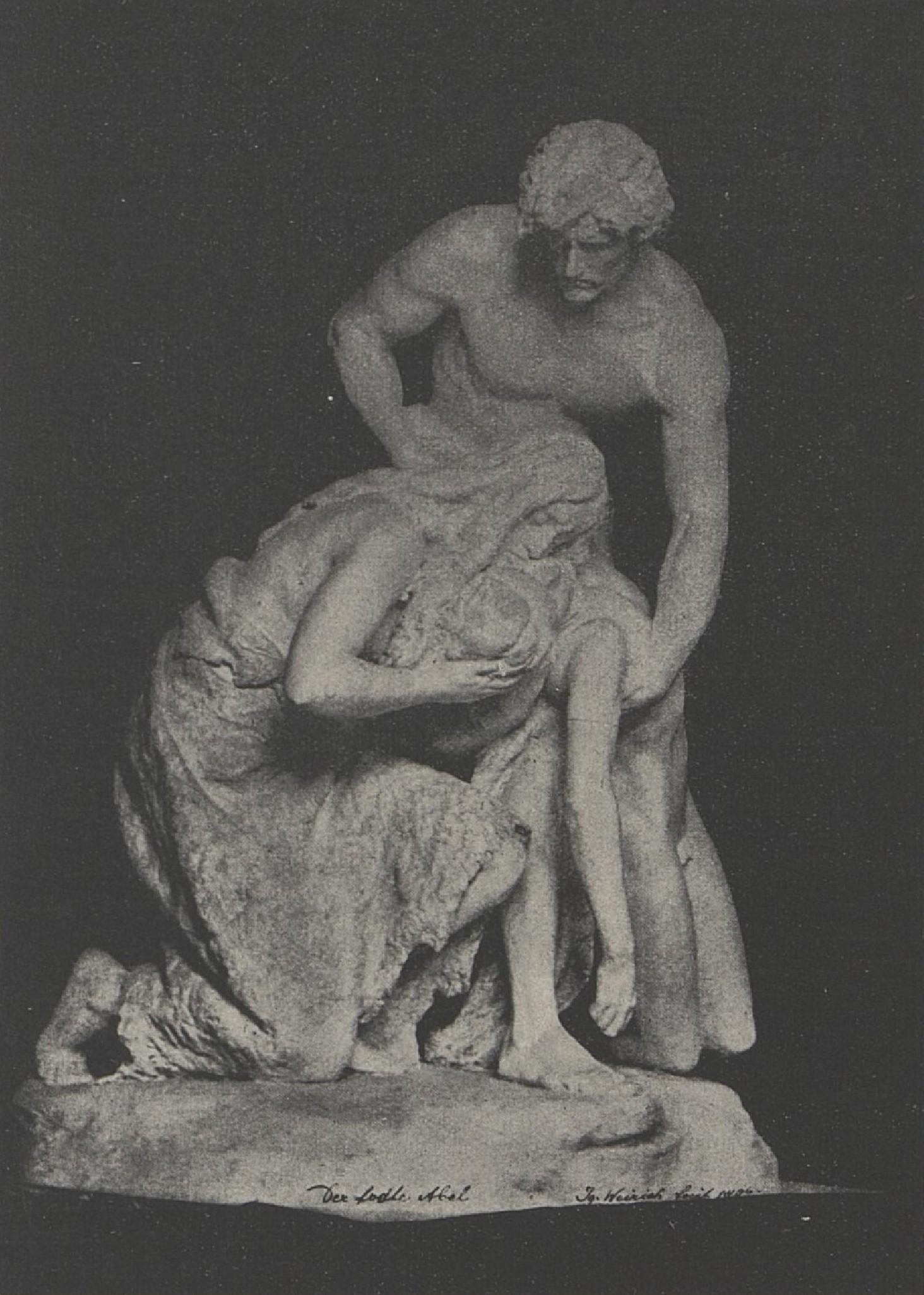
Smrt Abelova (1894–1896)
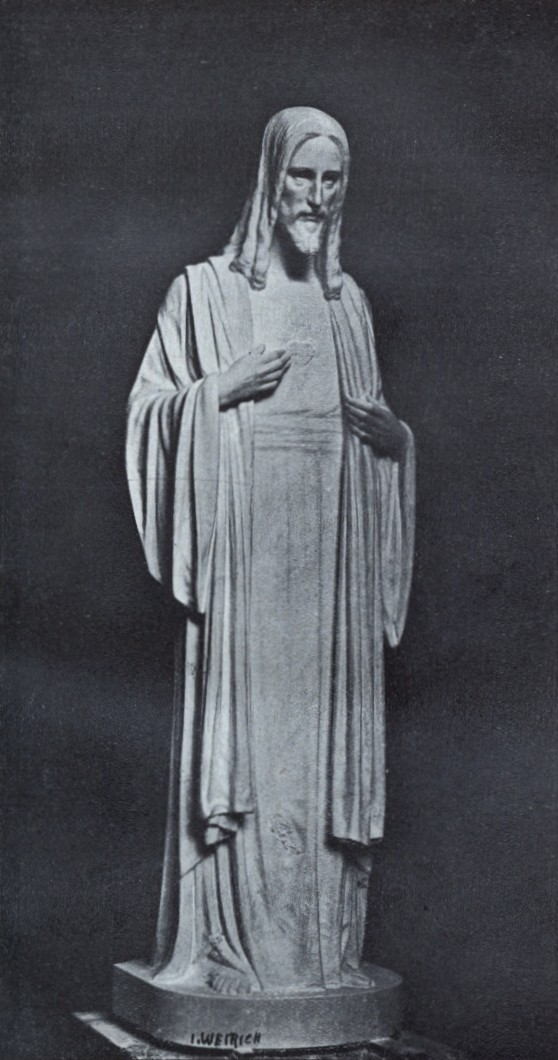
Nejsvětější Srdce Páně
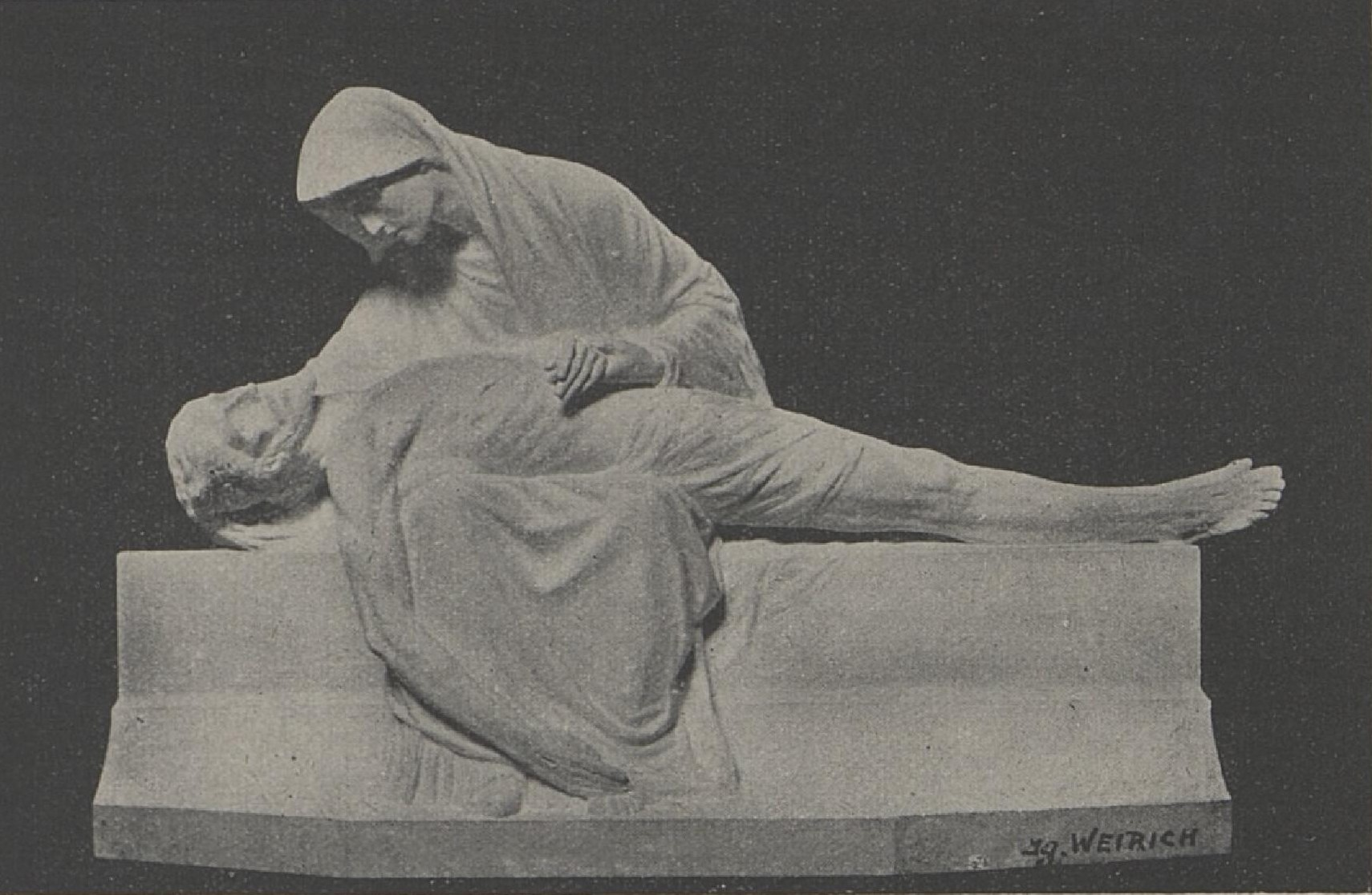
Pieta (1912)
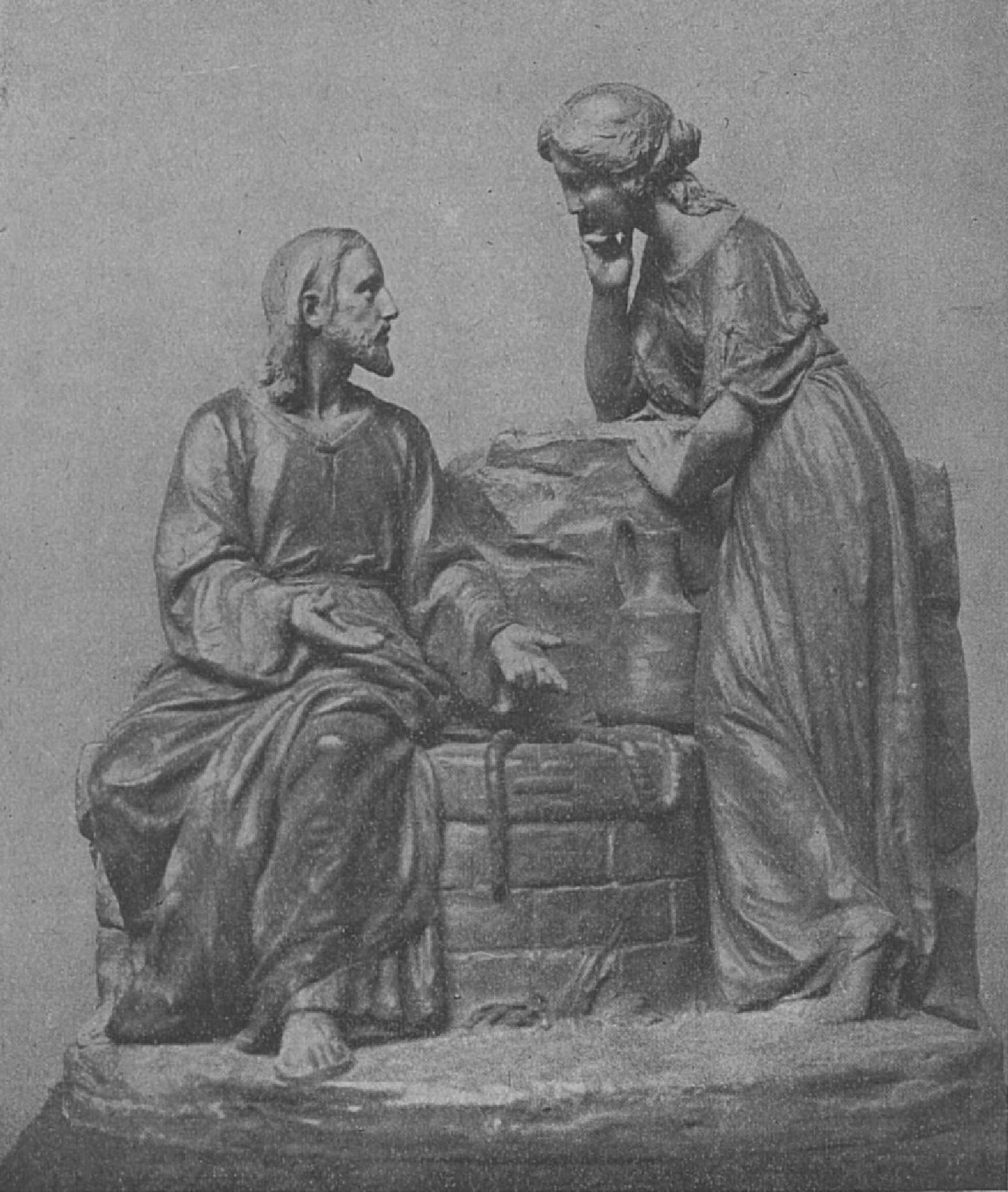
Samaritánská žena (1899)
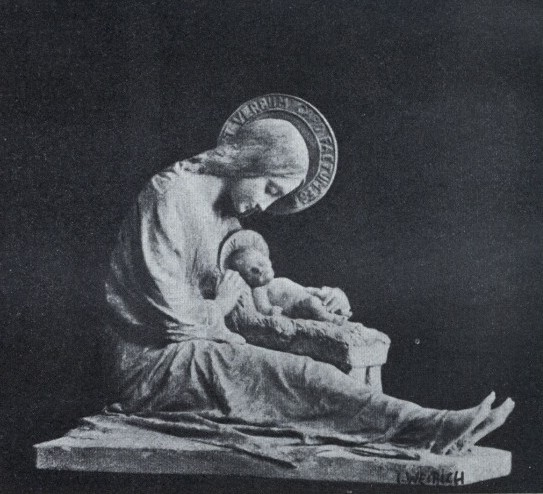
Narození Páně
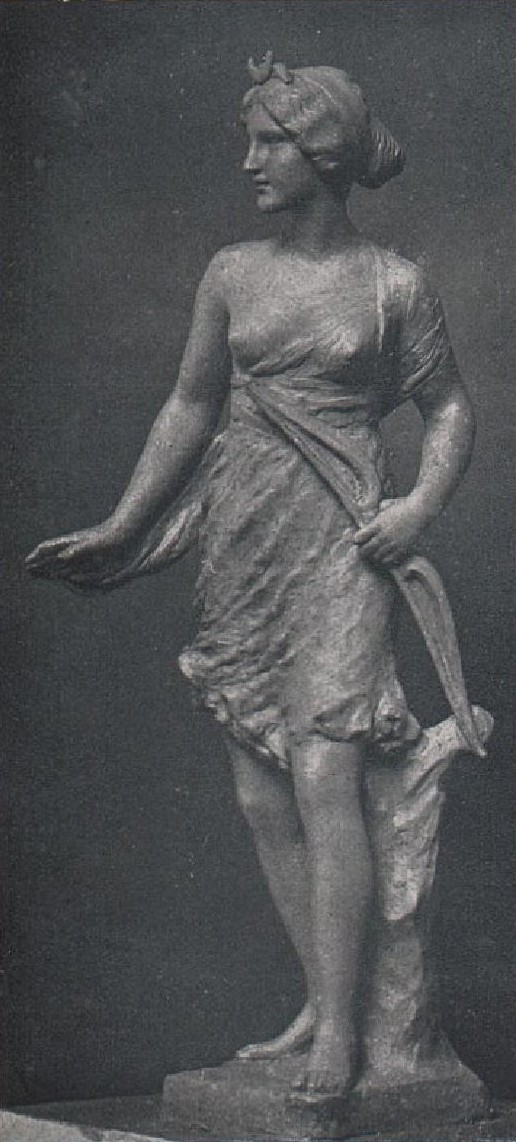
Diana
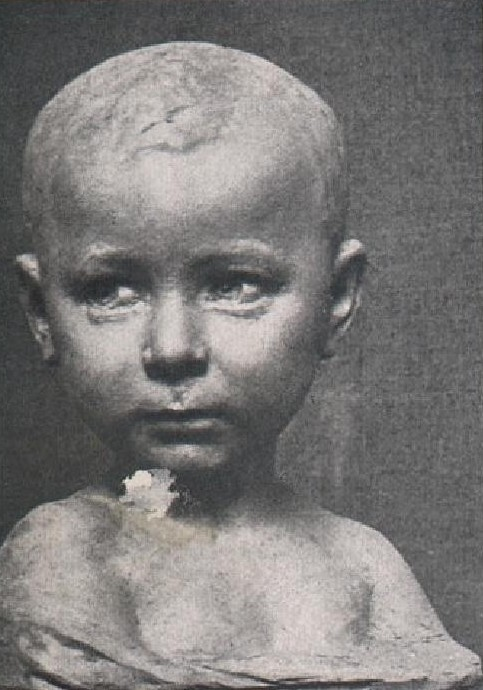
portrét hošíka
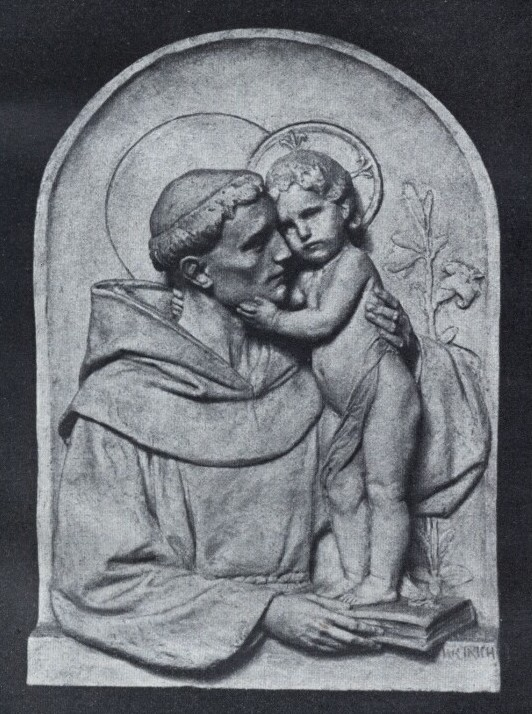
Svatý Antonín
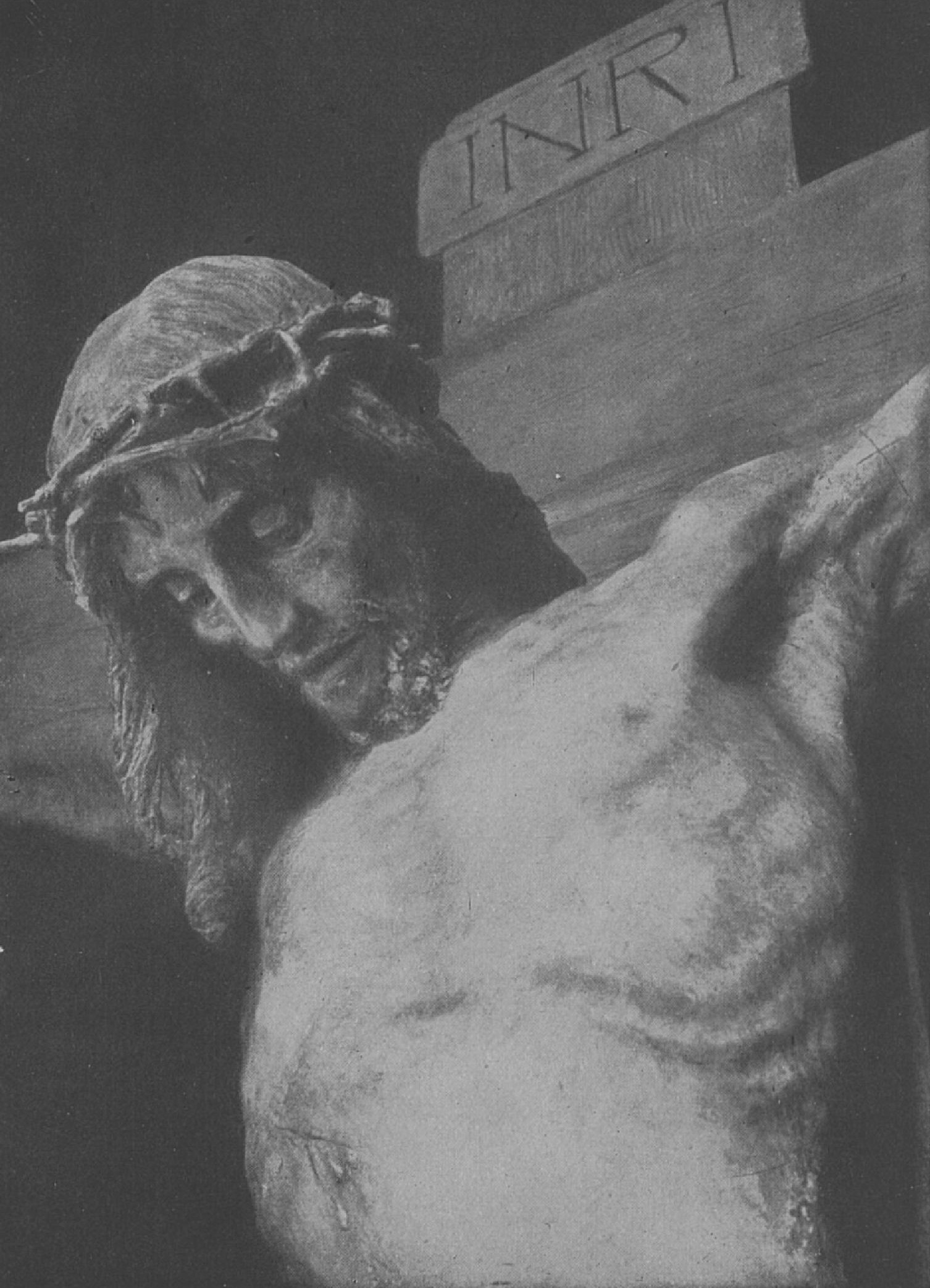
Consumatum est (1901)
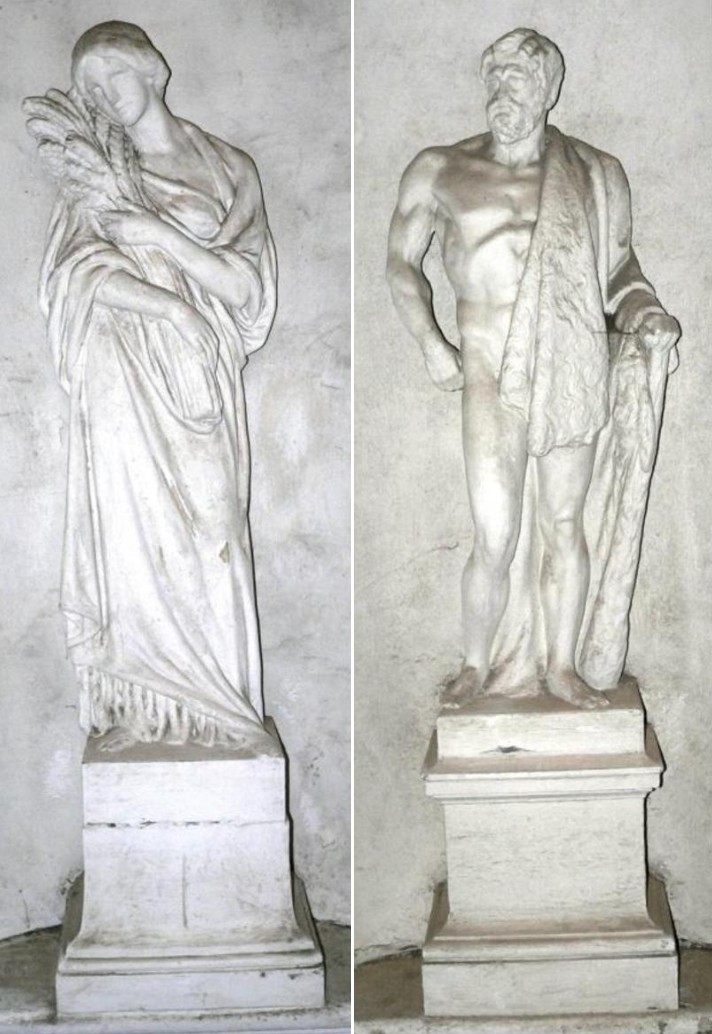
sochy s antickými motivy (mramor)
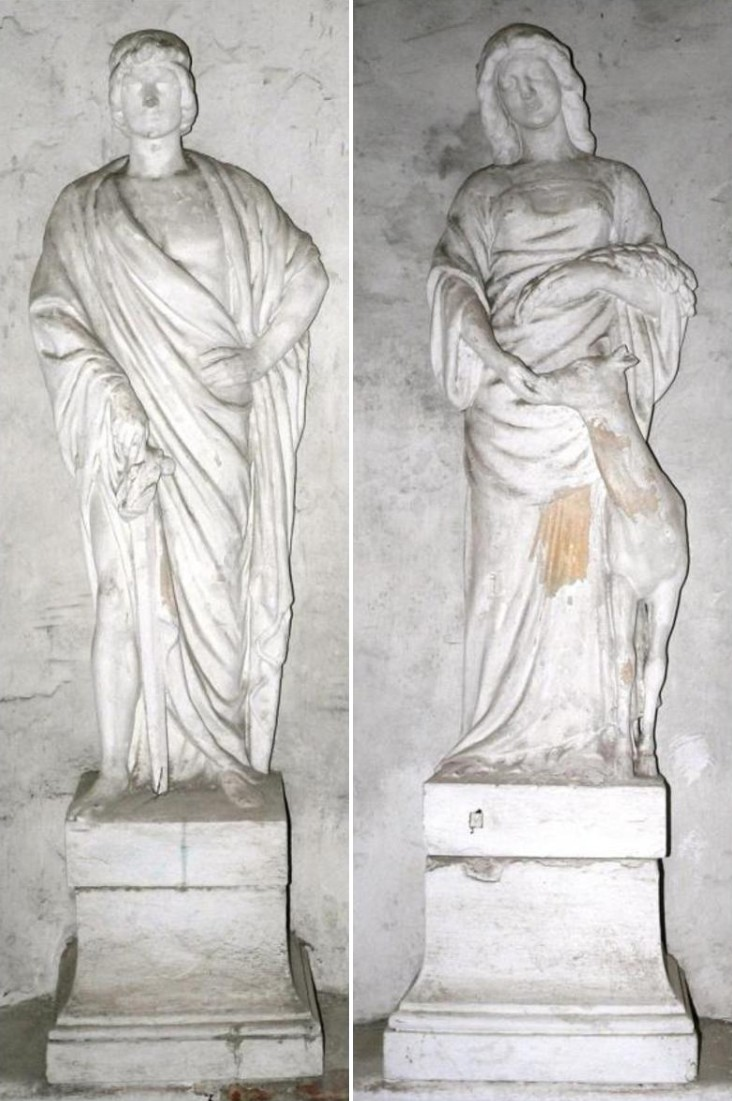
Pallas Athéna a Artemis (mramor)